# Viersat
Viersat é uma comuna francesa na região administrativa da Nova Aquitânia, no departamento de Creuse. Estende-se por uma área de 29,09 km². Em 2010 a comuna tinha 301 habitantes (densidade: 10,3 hab./km²).